# Tomoyasu Naitō
Tomoyasu Naitō (japanisch 内藤 友康 Naitō Tomoyasu; * 11. September 1986 in Yokosuka) ist ein japanischer Fußballspieler.

## Karriere
Naitō erlernte das Fußballspielen in der Schulmannschaft der Nihon University Fujisawa High School. Seinen ersten Vertrag unterschrieb er 2005 bei Nagoya Grampus Eight. Der Verein spielte in der höchsten Liga des Landes, der J1 League. 2007 wechselte er zum Zweitligisten Avispa Fukuoka. 2008 wechselte er zum Ligakonkurrenten Montedio Yamagata. 2009 wechselte er zum Fukushima United FC. Am Ende der Saison 2012 stieg der Verein in die Japan Football League auf. Am Ende der Saison 2013 stieg der Verein in die J3 League auf. 2018 wechselte er zum Toho Titanium SC.